# Jacques Laffitte
Jacques Laffitte fue un banquero y político francés, Primer ministro de Francia, entre 1830 y 1831.
Procedente de una familia humilde, Jacques Laffitte experimentó un rápido ascenso en el mundo bancario que lo llevó al puesto de gobernador del Banco de Francia. Diputado liberal, participó en la revolución de julio en 1830 y se convirtió en primer ministro con Luis Felipe de Orleans.

## Biografía
Jacques Laffitte nació en la localidad de Bayona, en los Pirineos Atlánticos, el 24 de octubre de 1767; era uno de los diez hijos de una familia modesta, en la que su padre, Pierre Laffitte († 1789), trabajaba como maestro carpintero.
Después de unos cortos estudios, se convirtió a los doce años en aprendiz de carpintero junto a su padre, y luego empezó a trabajar como tercer secretario de un notario y después como empleado de un comerciante de Bayona, apellidado Formalaguès.
En 1788, con veintiún años, llegó a París con una carta de recomendación de su antiguo jefe para pedir trabajo como empleado en la oficina de banca de Jean Frédéric Perregaux (1744-1808). A causa de sus relaciones externas, el Banco de Perregaux sería designado pocos años después, banco del Comité de Salvación Pública y Jean Perregaux se convirtió de esta manera en unos de los asesores financieros de Napoleón Bonaparte, después del Golpe de Estado del 18 de brumario que le llevó al poder.
Jacques Laffitte mostró notables cualidades y aptitudes para los negocios bancarios. Dotado de una gran capacidad de trabajo y una mente clara y nítida, experimentó un rápido ascenso en el banco de Perregaux, en el que asumió responsabilidades cada vez más importante. En 1800 fue hecho socio del banco y en 1804, sucedió a Perregaux en la dirección de la firma.
La casa de Perregaux, Laffitte et Cie. se convirtió en una de las entidad financieras más grandes de Europa y con ello Laffitte fue nombrado primero regente (1809) y después gobernador (1814) del Banco de Francia y también presidente de la Cámara de Comercio (1814). Fue elegido diputado de París en 1816, pasando a ser uno de los líderes de la oposición liberal a los gobiernos de Luis XVIII y Carlos X. Fue también uno de los promotores de la Revolución de 1830 y apoyó la candidatura de Luis Felipe de Orléans como rey de los franceses. Tras la proclamación de Luis Felipe, fue nombrado primer ministro sin cartera, más tarde ministro de Finanzas y finalmente el 2 de noviembre de 1830, primer ministro.